# Malöns naturreservat
Malön är ett naturreservat i Onsala socken i Kungsbacka kommun i Halland.
Reservatet är en ö på 107 hektar strax söder om Onsalahalvön. Det är skyddat sedan 1965. Ön består av gräshedar och stora klapperstensfält.

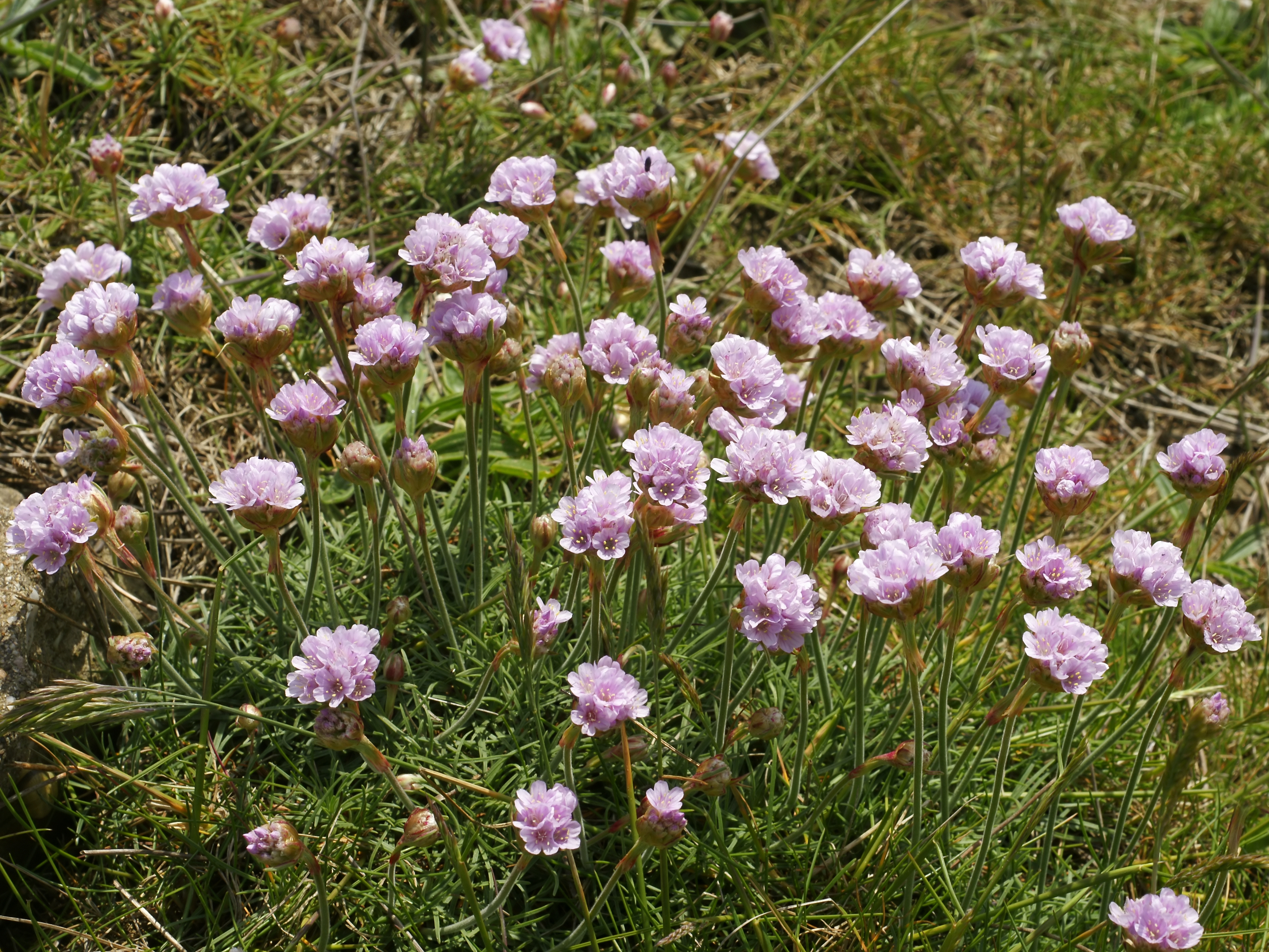
Trift, växer vanligen på havsstrandängar

På ön växer kråkris, trift, mandelblom, kustruta, strandmalört och marrisp. I nordöst finns en träddunge med planterad bergtall. På ön finns ett rikt fågelliv. Man kan se en stor havstrutkoloni samt kolonier med silltrut och gråtrut.
Ön har länge använts som betesmark för att senare för jakt av utplanterade skogsharar.